# Victor Kiplangat
Victor Kiplangat, född 10 november 1999, är en ugandisk långdistanslöpare.

## Karriär
I augusti 2023 vid VM i Budapest tog Kiplangat guld i maraton efter ett lopp på 2 timmar, 8 minuter och 53 sekunder.

## Personliga rekord
| Utomhus - 3 000 meter – 8.11,69 (Florens, 29 april 2017) - 5 000 meter – 14.01,58 (Rovereto, 29 augusti 2017) - 10 000 meter – 28.16,40 (Valencia, 7 oktober 2020) - 10 km landsväg – 28.37 (Würzburg, 14 april 2019) - Halvmaraton – 59.26 (New Delhi, 29 november 2020) - Maraton – 2:05.09 (Hamburg, 24 april 2022) | Inomhus - 3 000 meter – 8.31,73 (Ancona, 3 februari 2016) |